# 張元 (北周)
張元（正式名孝始）は、北周時代の河北県瑞城県（現在の山西省瑞城県）に生まれた。
彼の父、張成は平陽県知事になりすました。彼の父、張燕軍は曹操の高官だった。彼らは皆、村人たちからとても尊敬されている。張源は親孝行で、仏教に精通し、仏教の経典を熱心に修行していた。南の隣で熟したアンズが張源さんの庭に落ち、収穫物は持ち主に返された。村に捨てられていた犬がいたので、張源はそれを見てすぐに引き取った。彼の叔父はそれを望まなかった。張源は言った、「すべての生き物は自分の命を大切にするべきである。それが殺すために生まれてきたのなら、それは自然なことである。今、それは他人に見捨てられて死ぬが、それは道ではない。もしあなたがそれを見てそれを採用しないなら、 「あなたには慈悲がない。だから、受け取ってください。そして育ててください。」歴史によれば、彼は祖父が視力を取り戻すまで「药师经」を読んでいた。祖父が病気になったとき、彼は混乱した服を着て昼も夜も祖父に仕えた。私の祖父が亡くなったとき、彼はとても怒ったので、突然病気が回復した。父が亡くなり、3日間水が飲めなかった。郡内の楊貴医師を含む200人以上が記念碑を贈呈し、勅令で彼の親孝行を讃えた。